# Francuska służba cywilna
Służba cywilna we Francji – podstawy służby cywilnej we francuskim porządku prawnym zostały ustanowione w 1789 roku w Deklaracji Praw Człowieka i Obywatela. W myśl tej deklaracji każdy obywatel ma identyczne szanse w dostępie do władzy publicznej.
Idee rewolucji francuskiej zostały wprowadzone w życie dopiero po zakończeniu II wojny światowej, wyrazem tych działań zostało utworzenie w 1945 r. przez  gen. Charles’a de Gaulle’a Narodowej Szkoły Administracji (ENA - École nationale d'administration). W tym okresie głównym celem dla de Gaulle’a była odbudowa państwa ze zniszczeń wojennych, do czego potrzebna była wysoka jakość służby cywilnej mogąca sprostać temu zadaniu.
Wymogi związane z obejmowaniem stanowisk w administracji zostały określone w ustawie z 1959 r. wraz z późniejszymi modyfikacjami. Zgodnie z art. 5 tej ustawy urzędnikiem nie może być ten, kto:
- nie jest obywatelem państwa francuskiego;
- nie korzysta z pełni praw publicznych (droits civiques);
- popełni przestępstwo;
- nie ma uregulowanych zobowiązań związanych ze służbą wojskową;
- nie spełnia wymogów zdrowotnych w sprawowaniu urzędu.

Z czasem wymóg posiadania francuskiego obywatelstwa był łagodzony. W związku z tym obcokrajowiec naturalizowany może podjąć pracę w urzędzie administracji po 5 latach od momentu naturalizowania, z wyjątkiem stanowisk nieetatowych.

## Korpusy Służby Cywilnej
Zgodnie z wymienionymi powyżej unormowaniami obejmuje ona korpus rządowy (ok 2,5 mln urzędników), korpus samorządowy (ok 1,3 mln) oraz korpus szpitalny (ok. 0,9 mln) i traktowana jest jako aparat wykonawczy państwa.
Cała służba państwowa liczy około 1600 korpusów, a w ramach każdego z korpusów istnieje kilka kategorii korpusów państwowych, np. korpus dyplomatyczny, korpus Rady Stanu, korpus Izby Obrachunkowej. Każdy z funkcjonariuszy państwowych wchodzi w skład korpusu, który jednocześnie określa grupę zawodową. Urzędnik mianowany posiada określone przywileje związane z przynależnością do danego korpusu.

## Status i zasady francuskiej służby cywilnej
Status funkcjonariusza publicznego we Francji ma charakter osobisty, przynależny do danej osoby bez względu na zajmowane stanowisko. Podstawowymi zasadami francuskiej służby cywilnej są:
- stabilizacja stosunku służbowego - tzn. zatrudnianie do momentu uzyskania zdolności emerytalnych lub rentowych;
- przydzielanie pracownikowi stopnia w hierarchii korpusu bez konieczności przyznawania stanowiska;
- rekrutacja odbywa się na zasadach anonimowego konkursu;
- zagwarantowanie funkcjonariuszowi publicznemu poprzez ustawodawstwo prawa do wolności przekonań oraz zakaz wpisywania do akt personalnych informacji o przekonaniach politycznych.

## Kategorie urzędnicze we Francji
O zmianie kategorii urzędniczej w ramach korpusu ostateczne znaczenie ma ocena przełożonego, a zmiana szczebla zależy od wysługi lat. Aby awansować do korpusu wyższego szczebla należy zdać egzamin. Obowiązuje w tym przypadku zasada przesuwania się wzwyż siatki płac wraz ze wzrostem stażu pracy i zmianami kategorii. Możliwą sytuacją jest również zatrudnienie funkcjonariusza wysokiego stopnia na niższym stanowisku. 
We francuskiej służbie cywilnej wyróżnia się trzy kategorie urzędników:
- A - najwyższa w hierarchii, dostępna dla osób z wyższym wykształceniem;
- B - średniego szczebla, dostępna dla osób posiadających średnie wykształcenie;
- C - najniższa kategoria, obejmująca pracowników zatrudnionych na stanowiskach wykonawczych i pomocniczych.

## ENA- Ecole Nationale d’Administration
Narodowa Szkoła Administracji jest uczelnią, która ma za zadanie kształcić elity administracyjne i polityczne. Absolwenci uczelni mają otwartą drogę do wysokich stanowisk państwowych. Cechą charakterystyczną w postępowaniu kwalifikacyjnym jest dokonywanie selekcji kandydatów pod kątem określonych cech psychofizycznych.
Większość ważnych stanowisk w administracji obsadzanych jest przez absolwentów ENA, którzy tworzą zamkniętą elitę administracyjną. Na uczelni występuje niewielkie zróżnicowanie nauczanych dyscyplin, znikoma rola kształcenia ustawicznego oraz przywiązywanie zbyt dużej wagi do końcowego rankingu.

## Sposób zatrudnienia
Również zatrudnienie przez władze samorządowe pracowników następuje na drodze ogłoszenia konkursu, konkretyzującego wymogi odnośnie do kwalifikacji. Organy samorządowe mają pełną swobodę decydowania o naborze i zarządzania personelem.

## Literatura
- E. Ura, Prawo urzędnicze, Warszawa 2007
- J. Szaban, Służba cywilna w wybranych krajach Unii Europejskiej, "Master of Business Administration" 2003, nr1(60)
- Służba cywilna w wybranych krajach demokratycznych, Warszawa 1995